# Местякен (Димбовіца)
Местякен (рум. Mesteacăn) — село у повіті Димбовіца в Румунії. Входить до складу комуни Велень-Димбовіца.
Село розташоване на відстані 110 км на північний захід від Бухареста, 36 км на північний захід від Тирговіште, 144 км на північний схід від Крайови, 62 км на південний захід від Брашова.

## Населення
За даними перепису населення 2002 року у селі проживали 334 особи, усі — румуни. Усі жителі села рідною мовою назвали румунську.